# Валиев, Ильнур Ирекович
Ильнур Ирекович Валиев (азерб. İlnur Vəliyev; род. 25 июня 2003, Казань) — азербайджанский и российский футболист, вратарь азербайджанского «Карадага»

## Карьера
Воспитанник казанского футбола, начиная карьеру в местной юношеской лиге. В 2021 году футболист стал игроком азербайджанского клуба «Сумгаит», где тот первоначально отправился выступать за вторую команду клуба. Также на протяжении сезона футболист неоднократно попадал в заявки на матчи основной команды клуба, однако на поле так и не вышел. Летом 2022 года футболист был переведён в основную команду клуба, где стал резервным вратарём. Дебютировал за клуб футболист 31 марта 2023 года в матче против клуба «Туран». За сезон футболист сыграл в 5 матчах чемпионата. По окончании срока действия контракта футболист покинул азербайджанский клуб.
В августе 2023 года футболист перешёл в российский клуб «Рубин-2». Однако, так и не дебютировав за клуб, в январе 2024 года футболист покинул казанский «Рубин-2» по окончании срока действия контракта. В феврале 2024 года футболист присоединился к казанскому «Соколу», однако затем ещё до начала сезона покинул клуб.
4 августа 2024 года стал игроком клуба «Карадаг».

## Статистика
| Сезон   | Дивизион | Клуб    | Страна            | Матчи | Голы |
| ------- | -------- | ------- | ----------------- | ----- | ---- |
| 2021/22 | Д1       | Сумгаит | Флаг Азербайджана | 0     | 0    |
| 2022/23 | Д1       | Сумгаит | Флаг Азербайджана | 5     | −13  |
| 2023    | Д4       | Рубин-2 | Флаг России       | 0     | 0    |
| 2024/25 | Д2       | Карадаг | Флаг Азербайджана | 22    | −28  |